# مغارة القوس
 مغارة القوس  مغارة تقع شمال فلسطين ضمن سلسلة جبال الجليل الأعلى على الضفة الشمالية لوادي البصة تطل على السهل الساحلي للبحر الأبيض المتوسط، وقريبة من الحدود اللبنانية. وتقع مغارة القوس ضمن محمية طبيعية.

## الوصف
تُشكل المغارة كهفًا من الحجر الجيري تبلور عبر ملايين السنين عن طريق عمليات الحت الطبيعية.

## التسمية
وسبب تسميتها بمغارة القوس يعود إلى شكلها الذي اكتسبته من عمليات الحت الطبيعية والذي أدى إلى تهدم سقفها مع مرور السنين ومنحها ذلك الشكل الذي كان عاملا في جذب السياح والزائرين لها. وافتتحت كمكان لمتسلقي الصخور في نهاية عام 2012.